# Gondal
Gondal ist eine Stadt im indischen Bundesstaat Gujarat.
Gondal liegt im Zentrum der Kathiawar-Halbinsel. Die Distrikthauptstadt Rajkot befindet sich 35 km nördlich von Gondal. Gondal liegt an der nationalen Fernstraße NH 88 (Jetpur Navagadh–Rajkot).
Gondal besitzt als Stadt den Status einer Municipality.
Sie ist in 9 Wards gegliedert.
Beim Zensus 2011 betrug die Einwohnerzahl von Gondal 112.197.
Gondal war die Hauptstadt des gleichnamigen Fürstenstaates.